# Polobotky
Polobotky jsou druh obuvi, který na rozdíl od vysokých bot sahá nanejvýš ke kotníkům a je na rozdíl od sandálů zcela krytý. Polobotky jsou vhodné k celodennímu nošení např. do školy, do práce. Dále se dají použít jako vycházková obuv. Vyrábějí se v mnoha střizích, barvách a velikostech. Pánské polobotky se nosí i do společnosti se společenským oděvem, polobotky s koženou podrážkou jsou vhodné i pro společenský tanec. Polobotky jsou nejčastěji vyhotovené na vázání tkaničkami; další typická věc je podpatek, který nebývá vyšší než jeden palec.

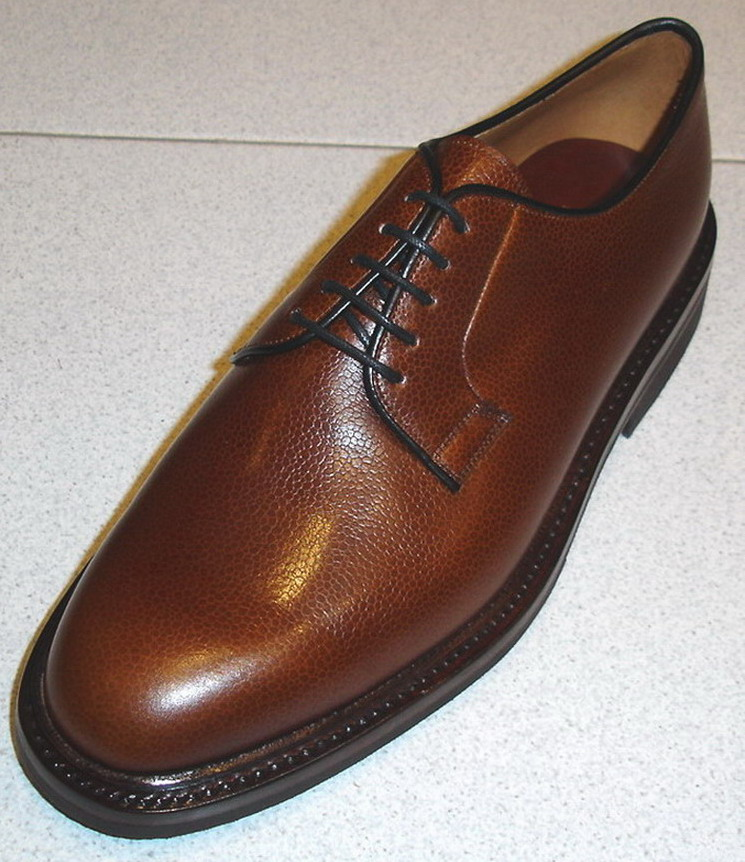
Whole cut derby
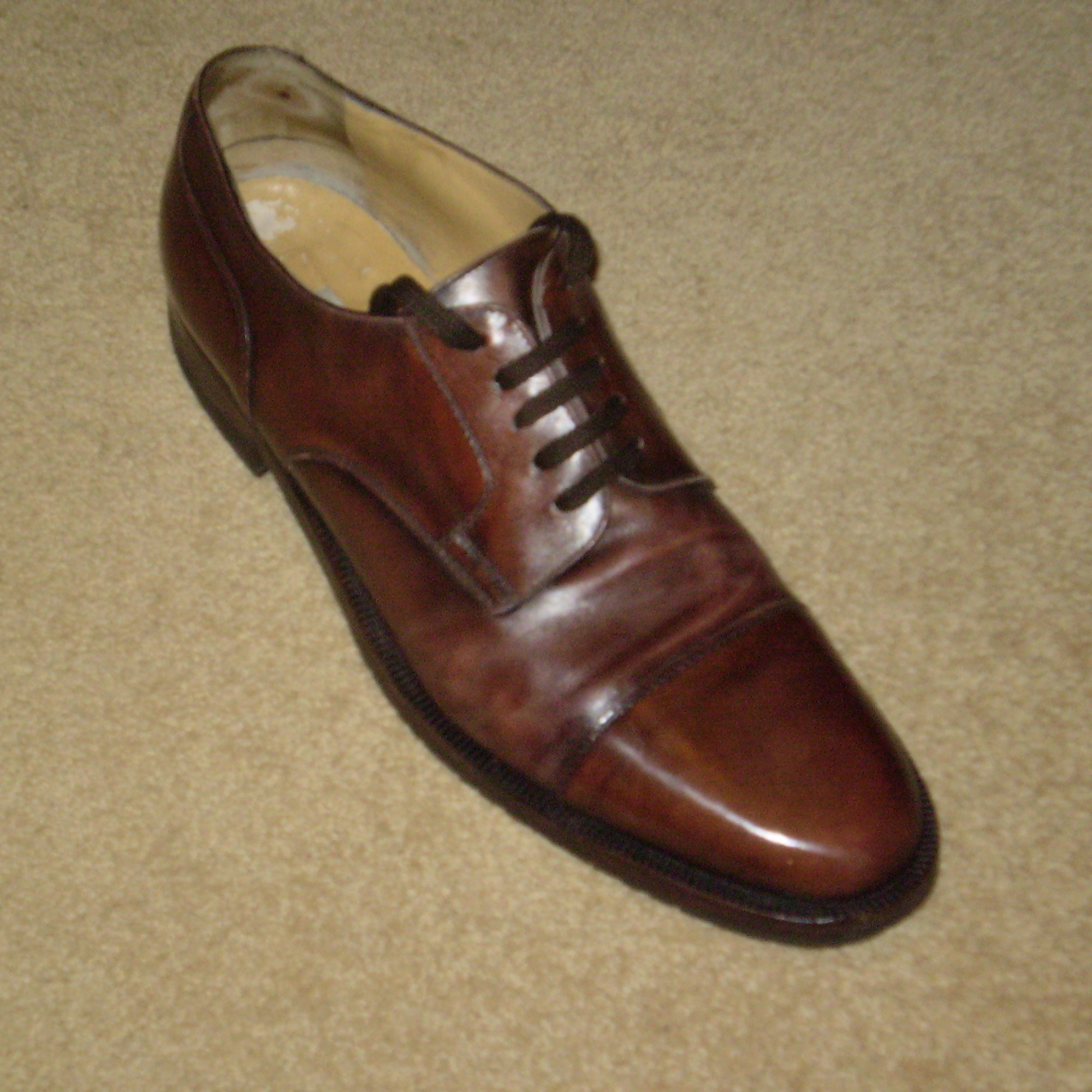
Derby s cut toe
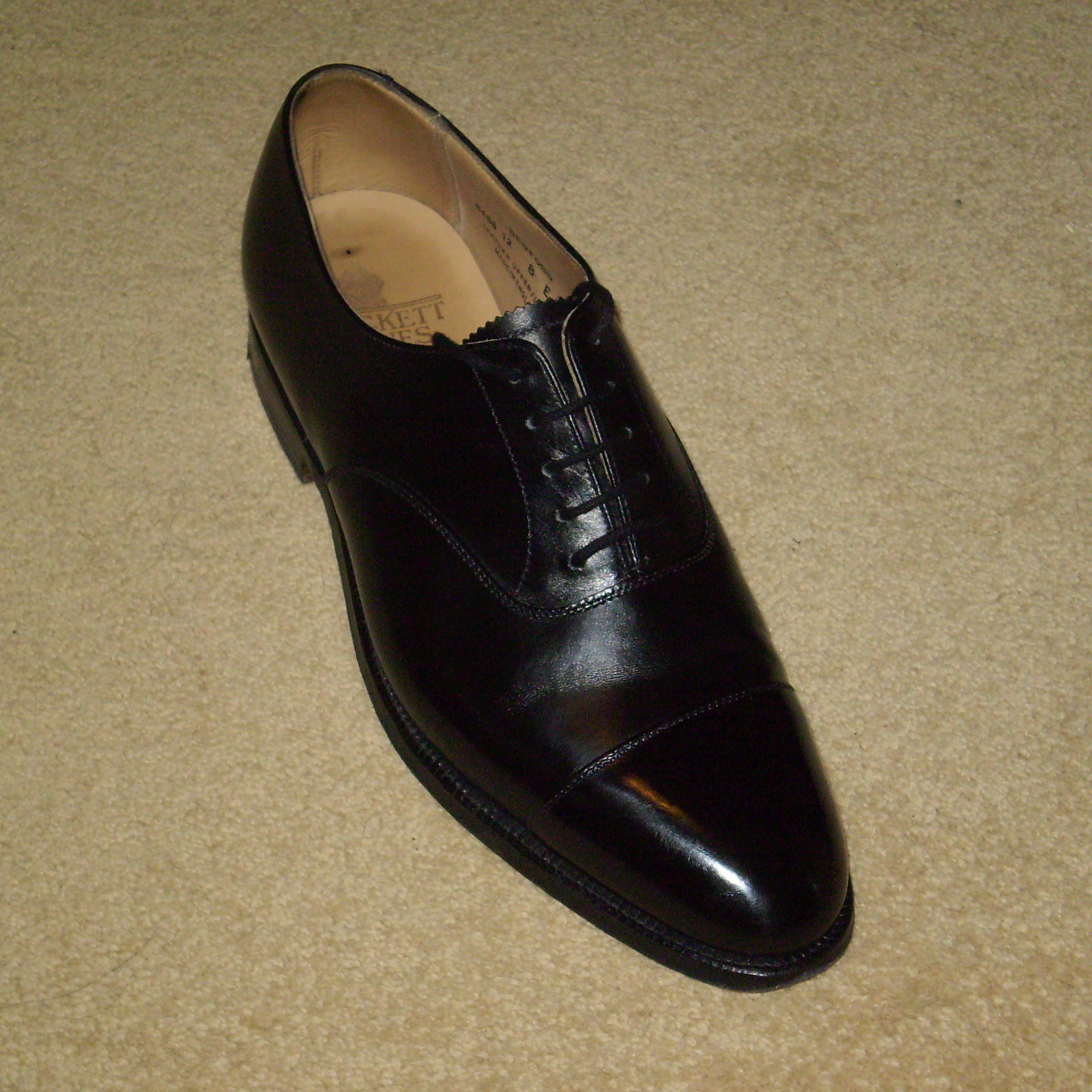
Černá oxfordka bez wingtip a brogue (vhodná na black tie a white tie)
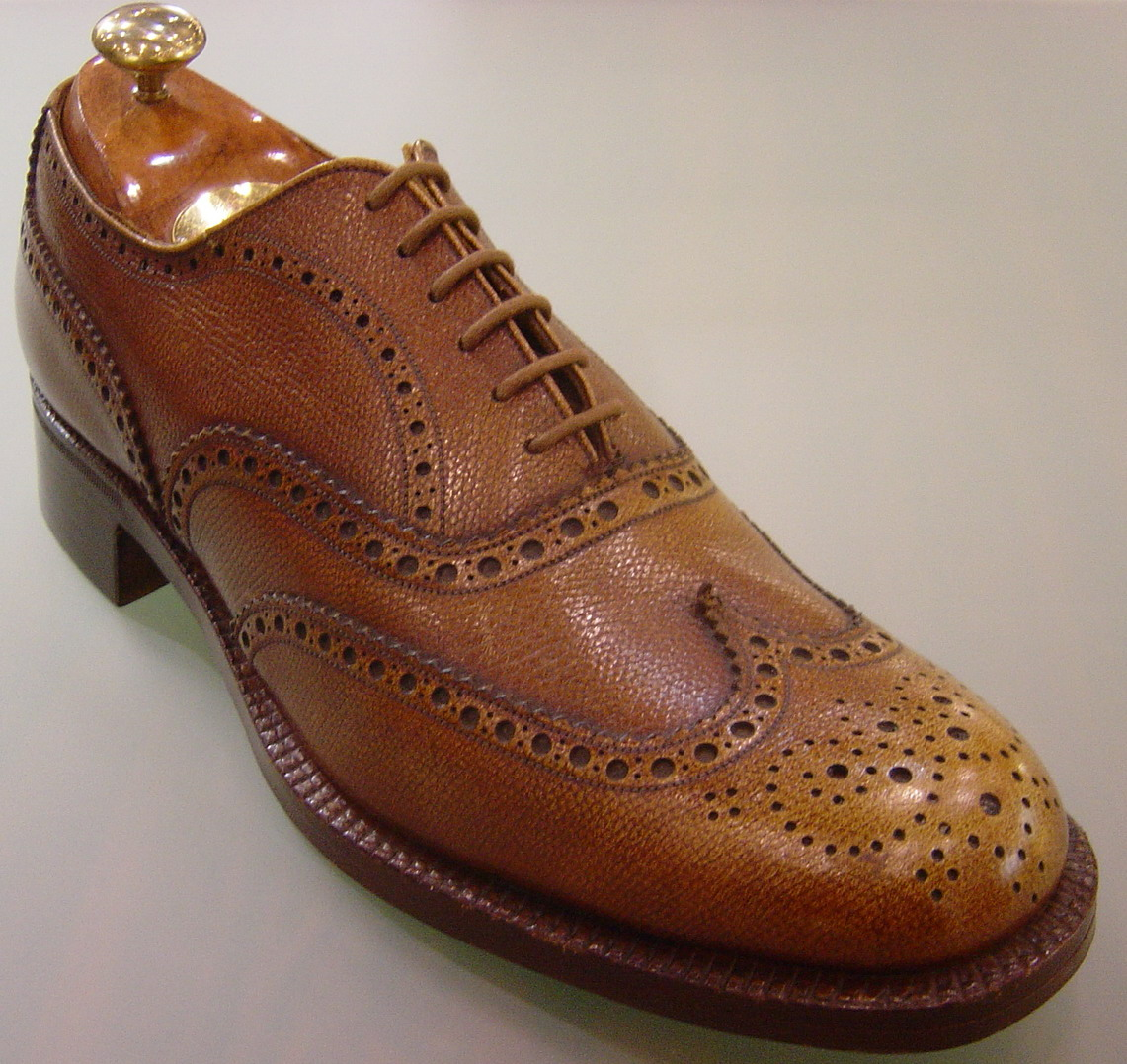
oxfordka, full brogue
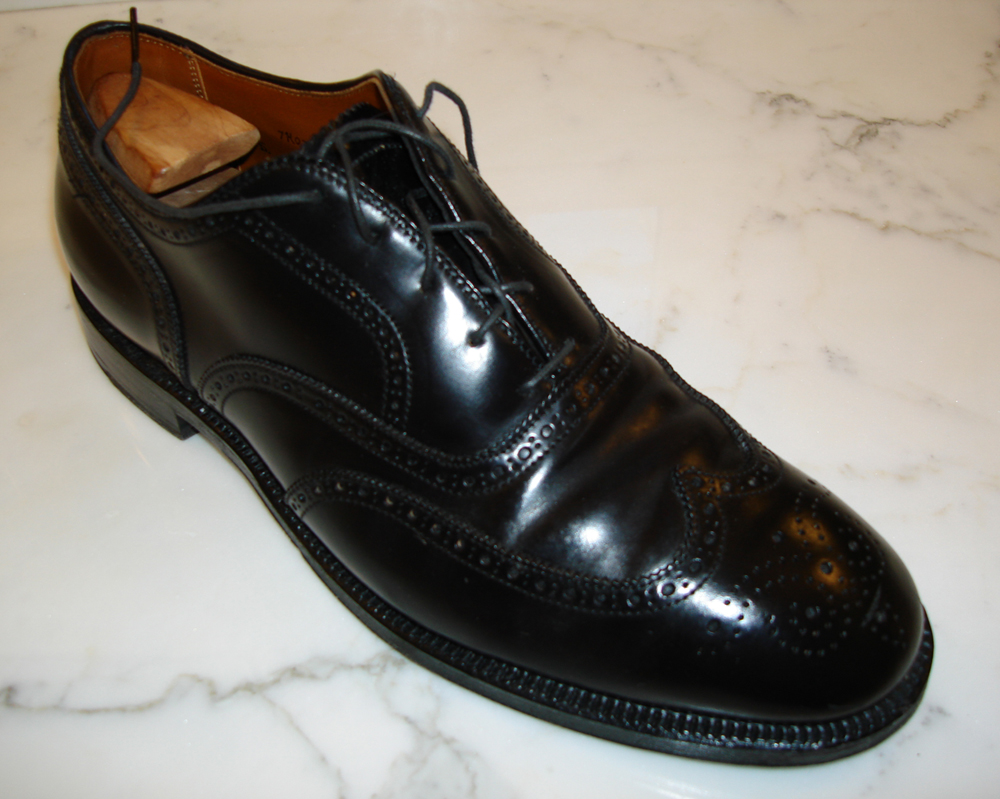
Wingtip oxfordka, half brogue
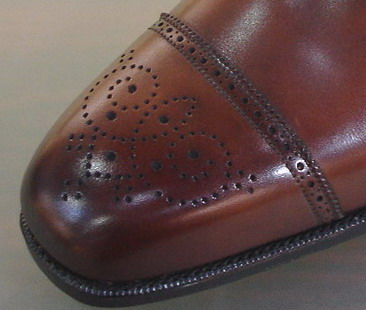
Detail cut toe broguing
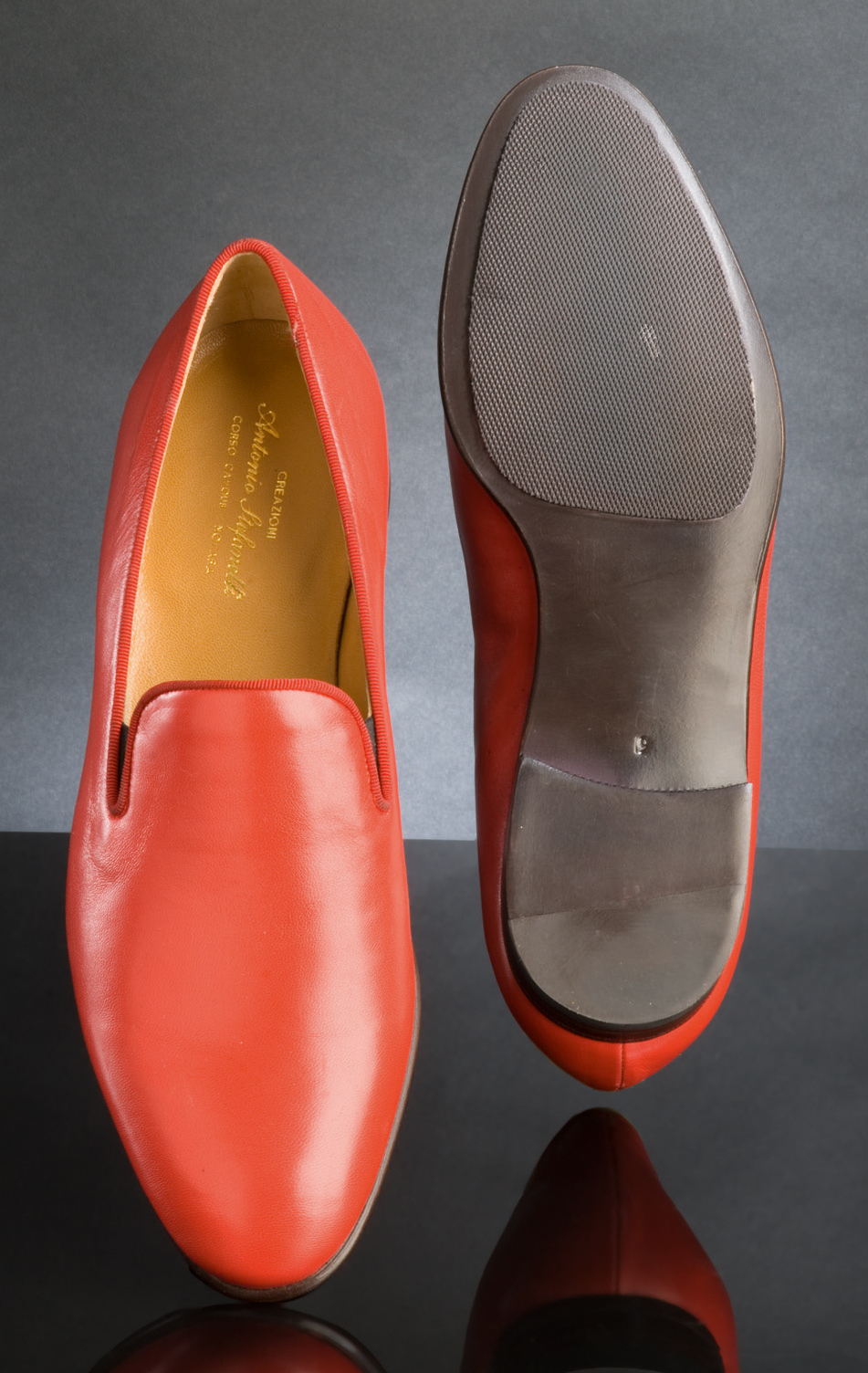
Loafers papeže Benedikta

## Rozdělení
Polobotky mohou být dámské, pánské nebo dětské. Nejčastěji se vyrábějí z kůže (usně), méně často z hrubých a odolných textilních látek nebo (u levnějších) z umělých materiálů. Podrážka bývá zhotovena z gumy, pouze u nejdražších modelů z kůže. Mezi společenské typy patří nejčastěji oxford a derby, mezi poloformální např. monks, slippers, mokasíny, driver shoes.
U konstrukce polobotek se používá několik (většinou anglických) termínů.
- whole cut – polobotka vyrobená z jediného kusu kůže
- derby – otevřené šněrování, mezi stranami se nachází jazyk, který navazuje směrem ke špičce boty
- oxford – uzavřené šněrování, začátek šněrování (nejblíže špičce) je uzavřený (spojený nebo součástí jednoho kusu materiálu), naopak jazyk je přišitý k začátku šněrování jako další kus materiálu
- brogue – zdobení perforacemi do svrchní vrstvy kůže, o trochu méně formální; dá se dále dělit na half brogue (zdobené po stranách, popř. na wing tips) a full brogue (zdobené po stranách i na špičce)
- plain oxford/plain derby – nezdobené typy, o trochu formálnější
- saddle oxford/saddle derby – ze dvou částí kůže, z nichž jedna kryje špičku a další strany obuvi
- wing tips – části materiálu obepínající paty obuvi, resp. model s těmito výraznými částmi
- cut toe – špička boty coby další kus materiálu, resp. model s touto špičkou
- monks – polobotky bez šněrování, se sponou nebo přezkou, funkční či ozdobnou
- slippers – obuv bez šněrování či jakéhokoli jiného zapínání
- mokasíny – obuv nejjednodušší konstrukce, bez zapínání, většinou bez podpatku
- driver shoes – podobné slippers, s měkčí podrážkou, často s nižším podpatkem nebo bez něj